# تفجير مطار هواري بومدين 1992
تفجير مطار هواري بومدين 1992 هي عملية إرهابية في 26 أغسطس 1992 استهذفت مطار هواري بومدين الدولي خلّفت وفاة 08 أبرياء وجرح ما لا يقلّ عن 118 شخص مع إحداث أضرار مادية معتبرة في الأماكن المستهدفة.
وبعد شهر من هذه العملية ألقت القبض أجهزة الأمن الجزائرية على أهم حلقاتها: المخطط ومساعده والمنفذ، بالإضافة إلى اثنين من عناصر الوصل والإشارة! «العقل المخطط» هو السيد حسين عبد الرحيم، وهو شخصية مهمة إذ يشغل منصب منسق «الحركة الإسلامية المسلحة» على مستوى العاصمة الجزائرية.

## الأوضاع السياسية
في هذه الفترة الغيت نتائج الانتخابات وحلت الجبهة الاسلامية للإنقاذ، فبدأ مسلسل التخريب الاقتصادي وبث الرعب بالعمليات الإرهابية المتنوعة الأشكال.

## منفذو العملية
في مايو 1993 حكمت محكمة الجزائر الخاصة على حسين عبد الرحيم بالإعدام.